# 上海杨浦足球队
上海杨浦足球队，是上海一支已经解散的专业足球队，成立于1961年，由上海足球三队（红旗队）与上海杨浦足球队合并而来，以上海杨浦队的名义参加全国足球甲级联赛，是上海第一支以区命名的专业(职业)足球队，也是唯一的一支顶级联赛球队，主要以锻炼青年后备力量为目的。。
杨浦区是上海的「足球之乡」，历史上的足坛名宿徐福生、张宏根、陈家根均出自杨浦，历年上海队中有三分之一的球员来自杨浦区。1950-60年代，杨浦区为中国国家男子足球队输送了17名国脚；1970-80年代，为国家队输送了7名国脚。

## 联赛成绩
1961年至1963年，上海杨浦队的甲级联赛成绩不理想。1961年，在长沙赛区的11支球队的预赛中名列第6名；1962年，在上海分区赛区则以3平6负的战绩遭淘汰。1963年联赛恢复升降级，重新界定甲、乙级队。上海杨浦队在8场比赛中，2胜2平4负积6分名列第8位，被界定为乙级队。